# Мадридський університет
Мадридський університет Комплутенсе (ісп. Universidad Complutense de Madrid) — найбільший вищий навчальний заклад Іспанії, державний університет.

## Історія
Університет було засновано в місті Алькала-де-Енарес (звідки назва — Complutum — латинська назва Алькали) під заступництвом кардинала Сиснероса в 1499 році, коли статус університету було присвоєно вищій школі Estudios Generales, яка існувала з 1293 року.
В Університеті Алькала-де-Енарес навчалися такі відомі діячі іспанської культури як Антоніо де Небріха, Мігель де Сервантес, Франсіско Кеведо, Тірсо де Моліна, Кальдерон де ла Барка, Лопе де Вега, засновник ордена єзуїтів Ігнасіо де Лойола.
У 1836 році, під час правління Ізабели II, університет було перенесено до Мадрида й названо «Центральний університет».
У 1977 році було відновлено університет в Алькала-де-Енарес. Зараз кожен із двох університетів вважає історію до 1836 року своєю).
У 1927 році почалося будівництво університетського комплексу в районі Монклоа.
Під час Громадянської війни університетські будівлі зазнали руйнування, було завдано великої шкоди науковій, художній і бібліографічній спадщині.

## Університет сьогодні
У 1970 році уряд ухвалив план реформи вищої освіти і Центральний університет було перейменовано в Університет Комплутенсе, повернувши йому таким чином історичну назву. Приблизно в той же час було побудовано кампус Сомосагуас, в якому зосередилася основна частина факультетів соціальних наук, «розвантаживши» таким чином кампус Монклоа.
У 1972 році до складу університету входили факультети: філософії та філології, природничих наук, юридичний, медичний, фармацевтичний, ветеринарний, політичних та економічних наук; вищі спеціальні школи: психології і психотехніки, статистики, стоматології, судової медицини, практичної юриспруденції, виправно-кримінального права, порівняльного права, соціології; вищі технологічні школи: архітектури, агрономії, інженерів авіації, шляхів сполучення, промисловості, гірничої справи, зв'язку, морського флоту та інші.
У 2008 році в університеті навчалося понад 77 тисяч студентів, працювало понад 10 тисяч співробітників, зокрема 6868 осіб професорсько-викладацького складу та 4047 працівників адміністративно-допоміжного персоналу.
За рейтингом однієї з найвпливовіших іспанських газет «Ель-Мундо» за 2009 рік університет Комплутенсе посідав перше місце серед університетів Іспанії. За версією рейтингу The Times Higher Education за 2008 рік університет займав 306-те місце у світі. У Шанхайському академічному рейтингу університетів світу Academic Ranking of World Universities 2008 року університет перебував у третій сотні.